# Número de Pisot-Vijayaraghavan
En matemáticas, un número de Pisot-Vijayaraghavan (también conocido simplemente como número de Pisot o número de PV), es un entero algebraico {\displaystyle \alpha \,} que es real mayor que 1, pero sus elementos conjugados son todos menores que 1 en valor absoluto. 
Por ejemplo, si {\displaystyle \alpha \,} es un irracional cuadrático, entonces sólo existe un conjugado, {\displaystyle \alpha '\,}, obtenido cambiando el signo de la raíz cuadrada en {\displaystyle \alpha \,}; a partir de
{\displaystyle \alpha =a+b{\sqrt {d}}}
con a y b enteros, o siendo ambos la mitad de un entero impar, se obtiene
{\displaystyle \alpha '=a-b{\sqrt {d}}}
Las condiciones son entonces
{\displaystyle \alpha >1\,}
y 
{\displaystyle -1<\alpha '<1\,}
Por ejemplo, el número áureo, φ, cumple estas condiciones, ya que
{\displaystyle \varphi ={\frac {1+{\sqrt {5}}}{2}}>1}
y
{\displaystyle \varphi '={\frac {1-{\sqrt {5}}}{2}}={\frac {-1}{\varphi }}.}
La condición general fue investigada por G. H. Hardy en relación con un problema de aproximación diofántica. Este trabajo fue retomado por Tirukkannapuram Vijayaraghavan (1902–1955), un matemático indio de la región de Madrás que había viajado a Oxford para trabajar con Hardy a mediados de los años 1920. La misma condición se da en algunos problemas de series de Fourier, y fue estudiada por Charles Pisot. El nombre más común con el que se designa a estos números hace referencia a estos dos autores.
Los números de Pisot-Vijayaraghavan pueden utilizarse para generar cuasienteros: la potencia n-ésima de un número de Pisot se "aproxima" a los enteros cuando n tiende a infinito. Por ejemplo, considérense las potencias de {\displaystyle \phi \,} tales como {\displaystyle \phi ^{21}=24476.0000409\,}. El efecto puede ser aún más acusado para los números de Pisot generados a partir de ecuaciones de grado mayor.
Esta propiedad parte del hecho de que para cada n, la suma de las potencias n-ésimas de un entero algebraico x y sus conjugados es exactamente un número entero; cuando x es un número de Pisot, las potencias n-ésimas de sus (demás) conjugados tienden a 0 cuando n tiende a infinito.
El número de Pisot-Vijayaraghavan más pequeño es la única raíz real de {\displaystyle x^{3}-x-1\,}, y se conoce como el número plástico (aproximadamente 1,324718).
El menos de los puntos de acumulación del conjunto de los números de Pisot-Vijayaraghavan es el número áureo {\displaystyle \varphi ={\frac {1+{\sqrt {5}}}{2}}\approx 1.618033}. El conjunto de los números de Pisot-Vijayaraghavan no es denso en ninguna parte porque es un conjunto cerrado y numerable.

## Tabla de números de Pisot
He aquí los 38 números de Pisot que son menores que 1,618, en orden ascendente.
|    | Valor                 | Raíz de... |
| -- | --------------------- | --- |
| 1  | 1,3247179572447460260 | {\displaystyle x^{3}-x-1} |
| 2  | 1,3802775690976141157 | {\displaystyle x^{4}-x^{3}-1} |
| 3  | 1,4432687912703731076 | {\displaystyle x^{5}-x^{4}-x^{3}+x^{2}-1}                                                                                          |
| 4  | 1,4655712318767680267 | {\displaystyle x^{3}-x^{2}-1} |
| 5  | 1,5015948035390873664 | {\displaystyle x^{6}-x^{5}-x^{4}+x^{2}-1}                                                                                          |
| 6  | 1,5341577449142669154 | {\displaystyle x^{5}-x^{3}-x^{2}-x-1}                                                                                              |
| 7  | 1,5452156497327552432 | {\displaystyle x^{7}-x^{6}-x^{5}+x^{2}-1}                                                                                          |
| 8  | 1,5617520677202972947 | {\displaystyle x^{6}-2x^{5}+x^{4}-x^{2}+x-1}                                                                                       |
| 9  | 1,5701473121960543629 | {\displaystyle x^{5}-x^{4}-x^{2}-1}                                                                                                |
| 10 | 1,5736789683935169887 | {\displaystyle x^{8}-x^{7}-x^{6}+x^{2}-1}                                                                                          |
| 11 | 1,5900053739013639252 | {\displaystyle x^{7}-x^{5}-x^{4}-x^{3}-x^{2}-x-1}                                                                                  |
| 12 | 1,5911843056671025063 | {\displaystyle x^{9}-x^{8}-x^{7}+x^{2}-1}                                                                                          |
| 13 | 1,6013473337876367242 | {\displaystyle x^{7}-x^{6}-x^{4}-x^{2}-1}                                                                                          |
| 14 | 1,6017558616969832557 | {\displaystyle x^{10}-x^{9}-x^{8}+x^{2}-1}                                                                                         |
| 15 | 1,6079827279282011499 | {\displaystyle x^{9}-x^{7}-x^{6}-x^{5}-x^{4}-x^{3}-x^{2}-x-1}                                                                      |
| 16 | 1,6081283851873869594 | {\displaystyle x^{11}-x^{10}-x^{9}+x^{2}-1}                                                                                        |
| 17 | 1,6119303965641198198 | {\displaystyle x^{9}-x^{8}-x^{6}-x^{4}-x^{2}-1}                                                                                    |
| 18 | 1,6119834212464921559 | {\displaystyle x^{12}-x^{11}-x^{10}+x^{2}-1}                                                                                       |
| 19 | 1,6143068232571485146 | {\displaystyle x^{11}-x^{9}-x^{8}-x^{7}-x^{6}-x^{5}-x^{4}-x^{3}-x^{2}-x-1}                                                         |
| 20 | 1,6143264149391271041 | {\displaystyle x^{13}-x^{12}-x^{11}+x^{2}-1}                                                                                       |
| 21 | 1,6157492027552106107 | {\displaystyle x^{11}-x^{10}-x^{8}-x^{6}-x^{4}-x^{2}-1}                                                                            |
| 22 | 1,6157565175408433755 | {\displaystyle x^{14}-x^{13}-x^{12}+x^{2}-1}                                                                                       |
| 23 | 1,6166296843945727036 | {\displaystyle x^{13}-x^{11}-x^{10}-x^{9}-x^{8}-x^{7}-x^{6}-x^{5}-x^{4}-x^{3}-x^{2}-x-1}                                           |
| 24 | 1,6166324353879050082 | {\displaystyle x^{15}-x^{14}-x^{13}+x^{2}-1}                                                                                       |
| 25 | 1,6171692963550925635 | {\displaystyle x^{13}-x^{12}-x^{10}-x^{8}-x^{6}-x^{4}-x^{2}-1}                                                                     |
| 26 | 1,6171703361720168476 | {\displaystyle x^{16}-x^{15}-x^{14}+x^{2}-1}                                                                                       |
| 27 | 1,6175009054313240144 | {\displaystyle x^{15}-x^{13}-x^{12}-x^{11}-x^{10}-x^{9}-x^{8}-x^{7}-x^{6}-x^{5}-x^{4}-x^{3}-x^{2}-x-1}                             |
| 28 | 1,6175012998129095573 | {\displaystyle x^{17}-x^{16}-x^{15}+x^{2}-1}                                                                                       |
| 29 | 1,6177050699575566445 | {\displaystyle x^{15}-x^{14}-x^{12}-x^{10}-x^{8}-x^{6}-x^{4}-x^{2}-1}                                                              |
| 30 | 1,6177052198884550971 | {\displaystyle x^{18}-x^{17}-x^{16}+x^{2}-1}                                                                                       |
| 31 | 1,6178309287889738637 | {\displaystyle x^{17}-x^{15}-x^{14}-x^{13}-x^{12}-x^{11}-x^{10}-x^{9}-x^{8}-x^{7}-x^{6}-x^{5}-x^{4}-x^{3}-x^{2}-x-1}               |
| 32 | 1,6178309858778122988 | {\displaystyle x^{19}-x^{18}-x^{17}+x^{2}-1}                                                                                       |
| 33 | 1,6179085817671650120 | {\displaystyle x^{17}-x^{16}-x^{14}-x^{12}-x^{10}-x^{8}-x^{6}-x^{4}-x^{2}-1}                                                       |
| 34 | 1,6179086035278053858 | {\displaystyle x^{20}-x^{19}-x^{18}+x^{2}-1}                                                                                       |
| 35 | 1,6179565199535642392 | {\displaystyle x^{19}-x^{17}-x^{16}-x^{15}-x^{14}-x^{13}-x^{12}-x^{11}-x^{10}-x^{9}-x^{8}-x^{7}-x^{6}-x^{5}-x^{4}-x^{3}-x^{2}-x-1} |
| 36 | 1,6179565282539765702 | {\displaystyle x^{21}-x^{20}-x^{19}+x^{2}-1}                                                                                       |
| 37 | 1,6179861253852491516 | {\displaystyle x^{19}-x^{18}-x^{16}-x^{14}-x^{12}-x^{10}-x^{8}-x^{6}-x^{4}-x^{2}-1}                                                |
| 38 | 1,6179861285528618287 | {\displaystyle x^{22}-x^{21}-x^{20}+x^{2}-1}                                                                                       |

El número {\displaystyle 2+{\sqrt {2}}} es un número de Pisot que no es una unidad, ya que satisface la ecuación x2-4x+2=0.
Todo cuerpo de números algebraicos reales contiene un número de Pisot-Vijayaraghavan que genera dicho cuerpo. En los cuerpos cuadráticos y cúbicos no es difícil encontrar una unidad que sea un número de Pisot-Vijayaraghavan